# Háziasítás

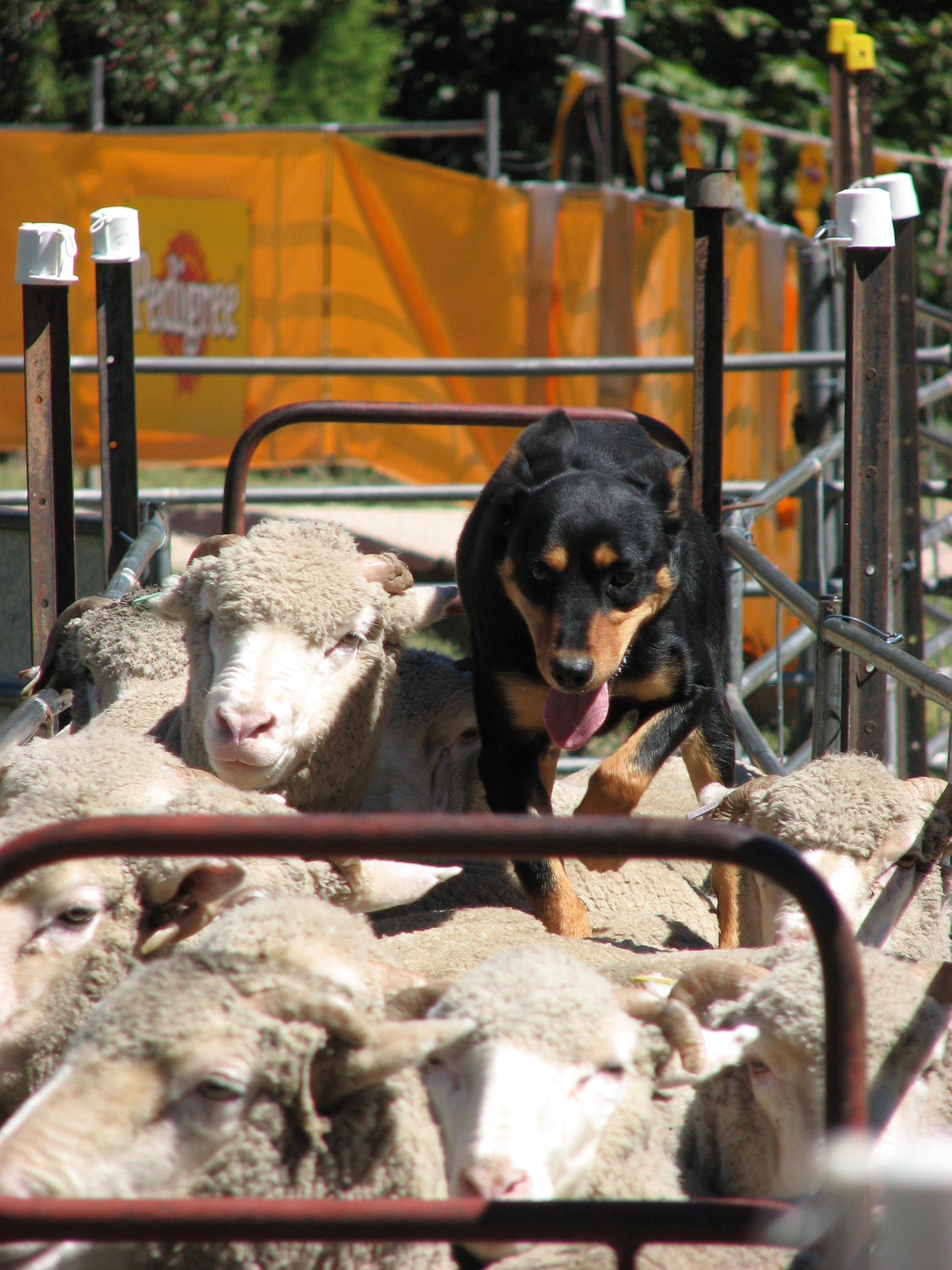
Domesztikált juhok és a juhokat terelő juhászkutya

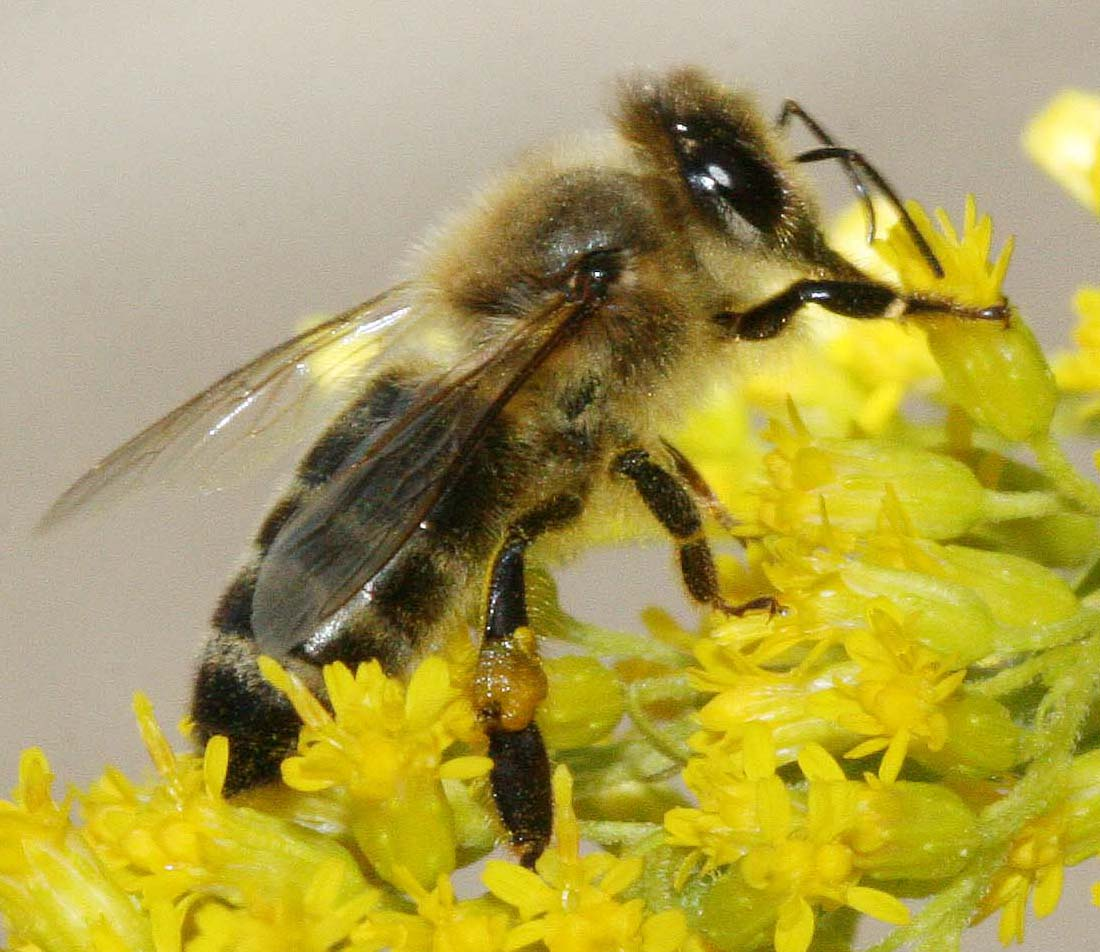
Domesztikált rovarfaj a házi méh

A háziasítás vagy domesztikáció (latinul: domesticatio) során egy vadon élő növény- vagy állatfaj egyes állományait mesterségesen szabályozott termesztésbe vagy tenyésztésbe vonják, és eközben mesterséges szelekcióval új fajtákat hoznak létre. Az ember sokféle célból háziasított és nemesített állatokat és növényeket, mint például élelem termelésére, értékes termékek (gyapjú, pamut, selyem) előállítására, igavonásra vagy csak házi kedvencként, dísznövényként.
A házban vagy ház körül lévő növényeket dísznövénynek, míg az élelemtermelés céljából háziasított nagyszámú növényfajtát haszonnövénynek nevezik. A háziállatok is több csoportra oszthatók. Kedvtelésből tartott állatokat tenyészthetnek vadászati célra vagy díszállatnak.
A gazdasági előnyökért tenyésztett és nemesített állatokat haszonállatnak nevezik.

## Állatok háziasítása

### A háziasítás ideje és helyszínei
Az állatok háziasítása az élelemtermelésre való áttérés, azaz a „neolitikus forradalom” időszakában kezdődött. Elsődleges célja az élő hústartalék biztosítása volt, hamarosan feltűntek azonban más felhasználási lehetőségek (tej, gyapjú, igavonó erő) is. A három legrégebben háziasított állatfaj a kutya, a juh és a kecske.
A legkorábbi házi juhra utaló lelet az i. e. 14. évezred elejéről Egyiptom és Mezopotámia területéről származik, a legkorábbi házikutya-maradványa észak-amerikai, ugyanannak az évezrednek a közepéről, a házi kecske maradványa pedig Nyugat-Iránból, az évezred végéről került elő. A sertés is Észak-Irakban, az i. e. 7. évezred kezdetén vált háziállattá, a szarvasmarha pedig ugyanannak az évezrednek a közepén, valahol a Földközi-tenger keleti medencéjében vagy Kis-Ázsiában.
A ló legkorábbi háziasítása jóval később – csak a háziasítás második hullámában –, az i. e. 4. évezred második felében következett be a mai Dél-Ukrajna területén.
A háziállatok tartása az embert nemcsak táplálkozási bázisának átalakításával tette függetlenebbé a természettől, de új típusú ruházkodási anyagokkal (gyapjú, irha, állati bőr) is ellátta, sőt közlekedését és hadászatát is átalakította.
A háziasítás időpontjai és helyszínei régészeti feltárások és időpont meghatározások alapján becsült, vagy a régészeti állattan által meghatározott adatok alapján történik.
A régészeti ásatások során felszínre bukkanó állatmaradványok segítségével vizsgálják egyrészt a letűnt korok emberét körülvevő környezeti feltételeket, másrészt az ember és a környezetében élt állatok kapcsolatát. Az állati maradványoknak meghatározzák a származási korát, hogy melyik fajhoz tartoznak, magának az állatnak az életkorát, valamint ha lehetséges, rekonstruálják a kinézetét, amely utalhat arra, hogy az állat háziasított volt-e. Sok egyéb nyom is adódhat, mint például vágások vagy törések nyomai, ami mind segíthet annak meghatározásában, hogy szórakozásból tartott vagy haszonállatról van-e szó, általánosabban, az emberrel való kapcsolatuk természetének feltárásában. Az új technológiák és különösen a genetikai elemzések új lehetőséget nyújtanak a háziasított állatok és növények származásának vizsgálatában.

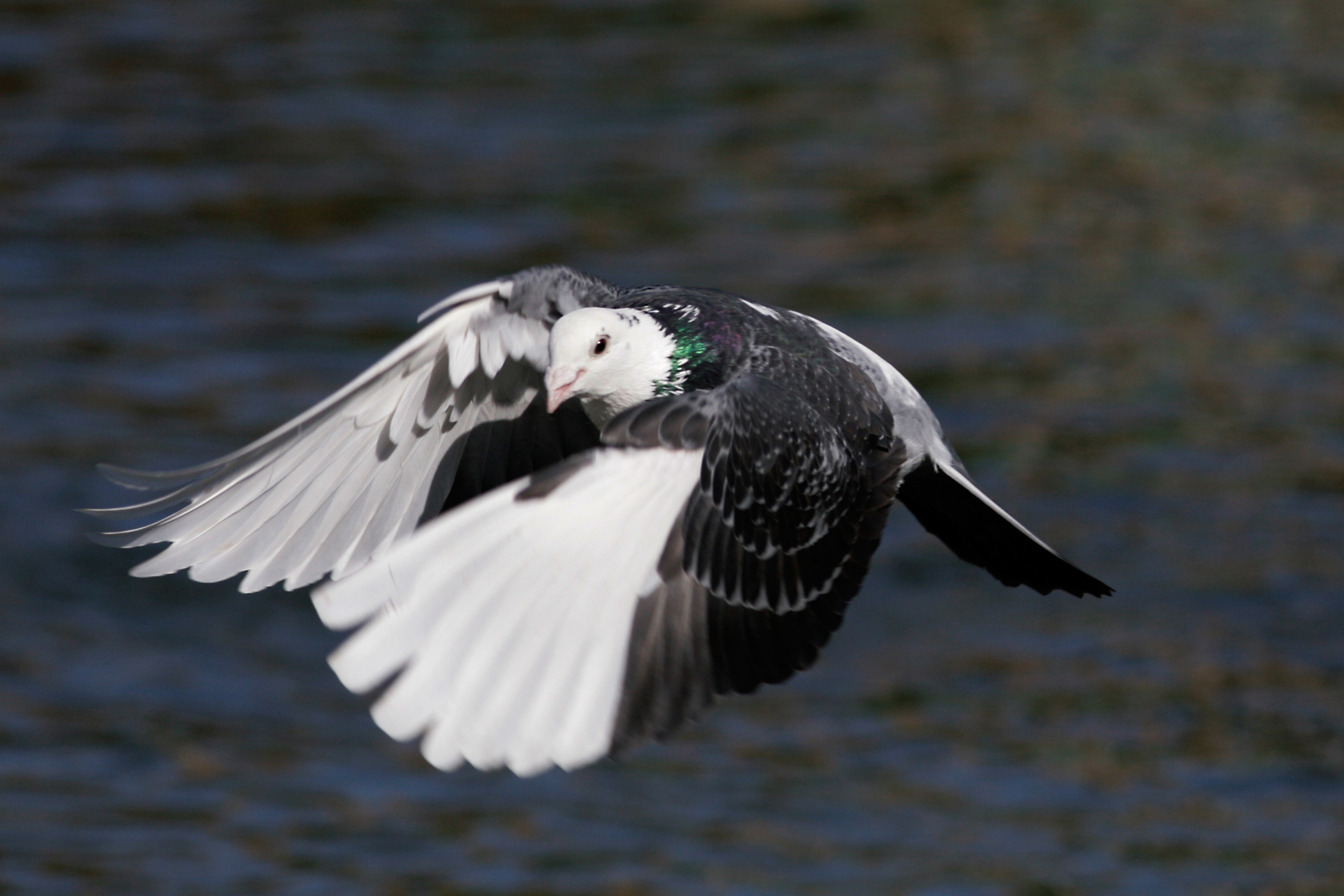
Házi galamb

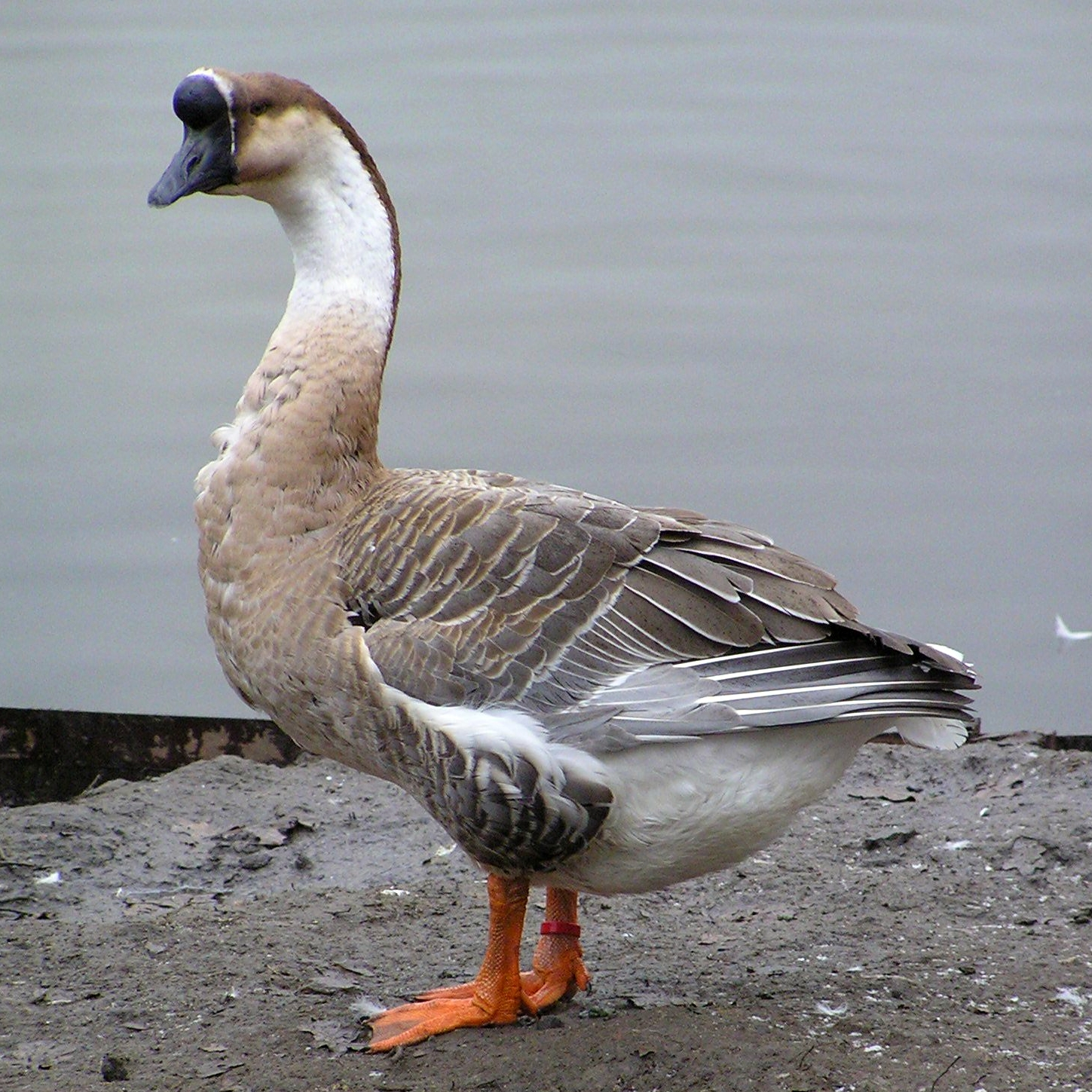
Távol-keleti baromfi faj a kínai hattyúlúd.

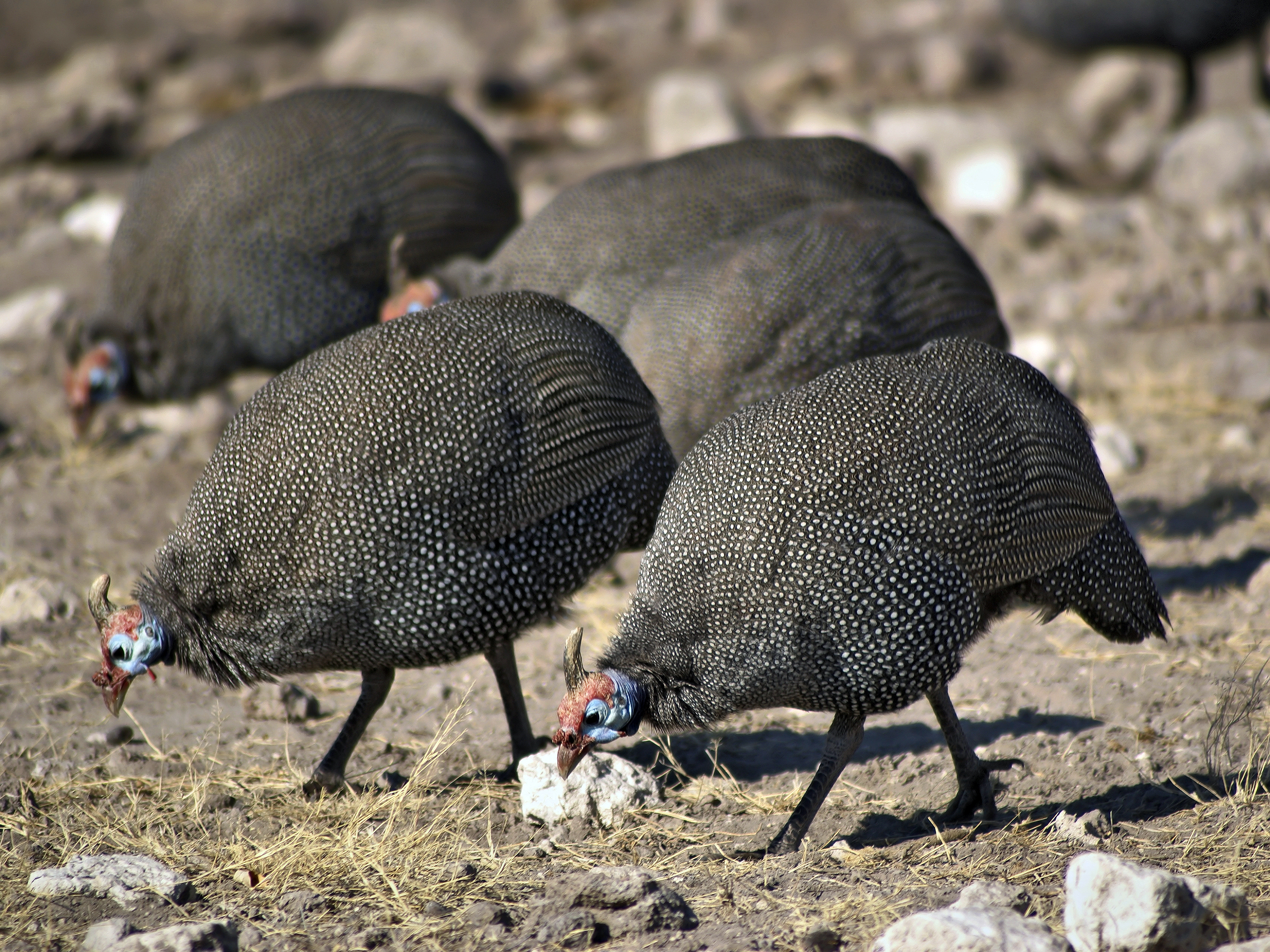
Afrikai baromfi faj a gyöngytyúk.

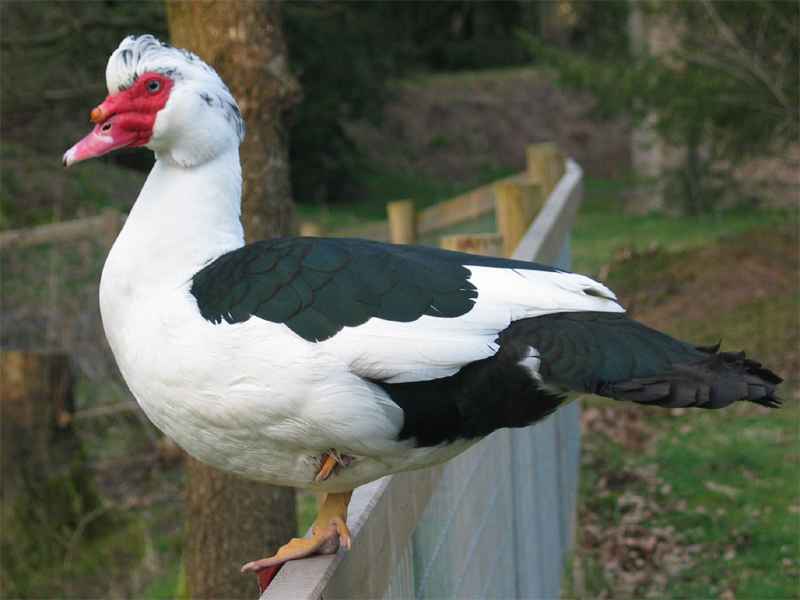
Dél-Amerikai baromfi faj a pézsmaréce.

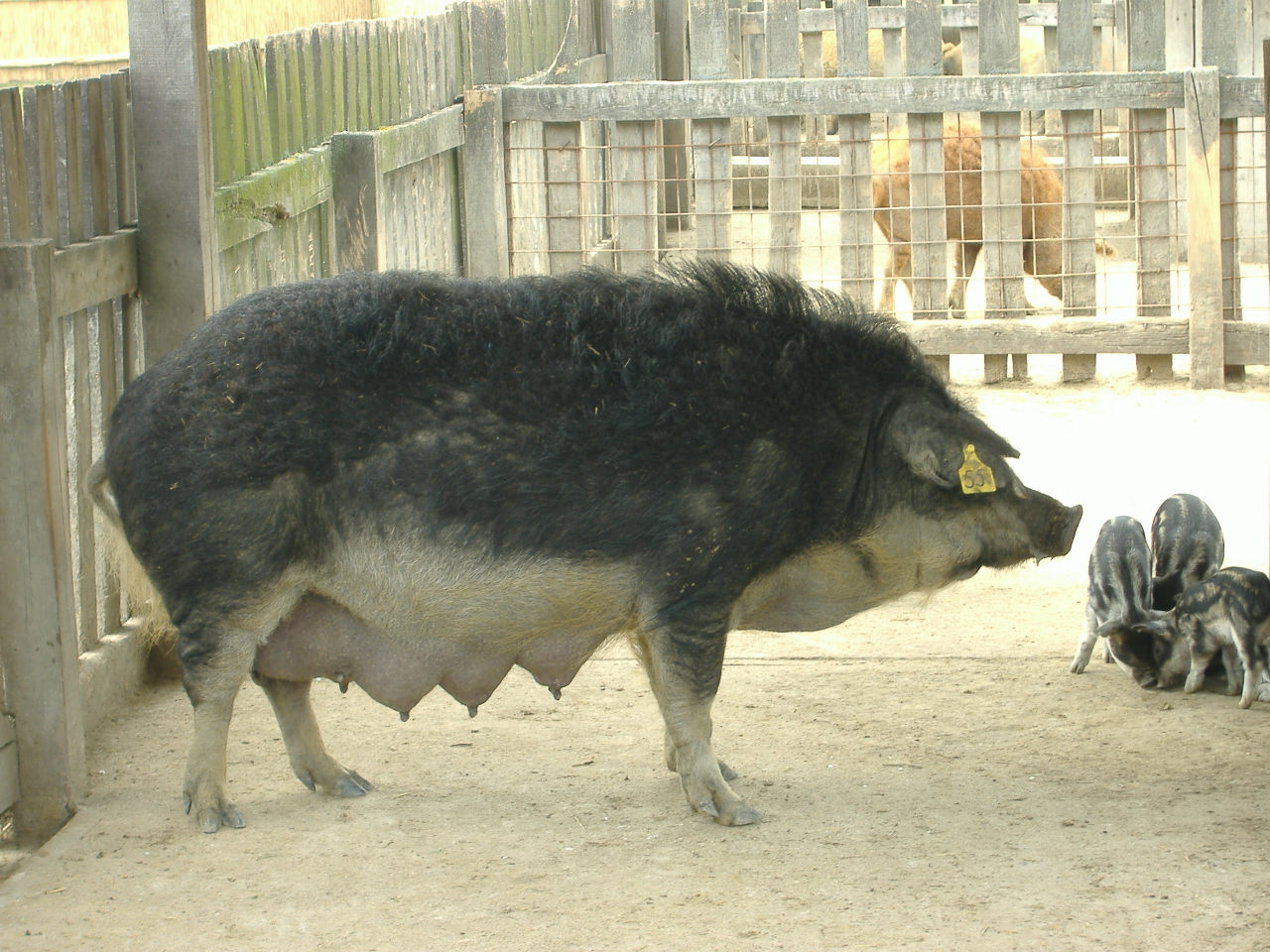
Őshonos magyar sertésfajta a mangalica.

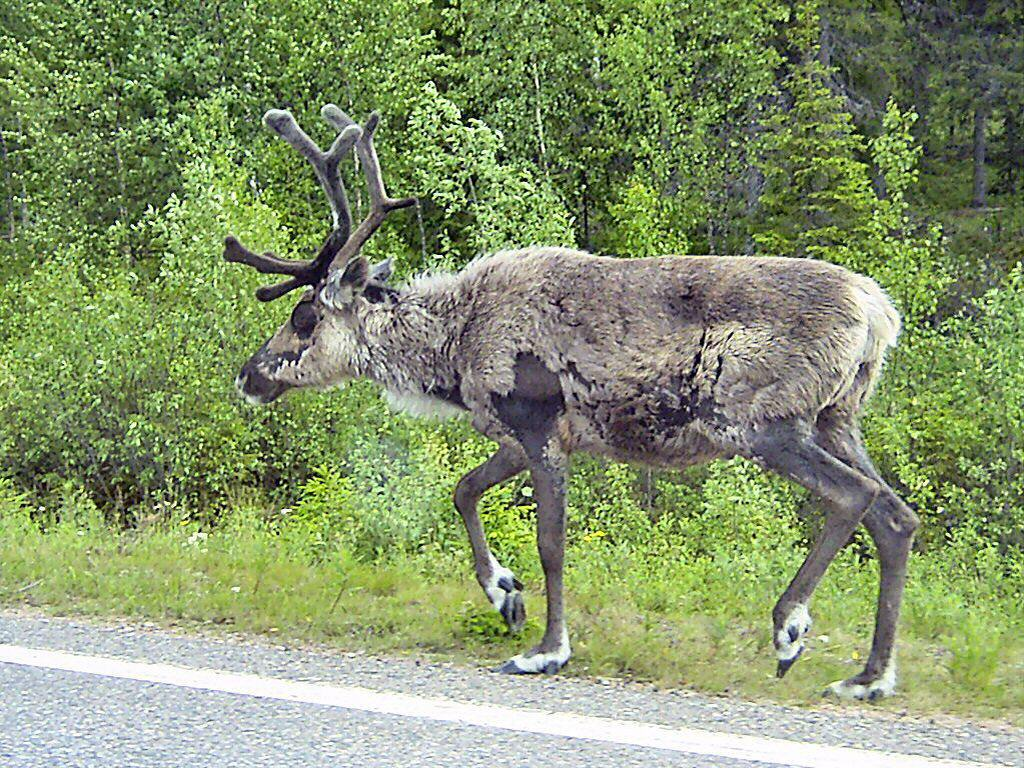
Az eurázsiai tundra haszonállata a rénszarvas.

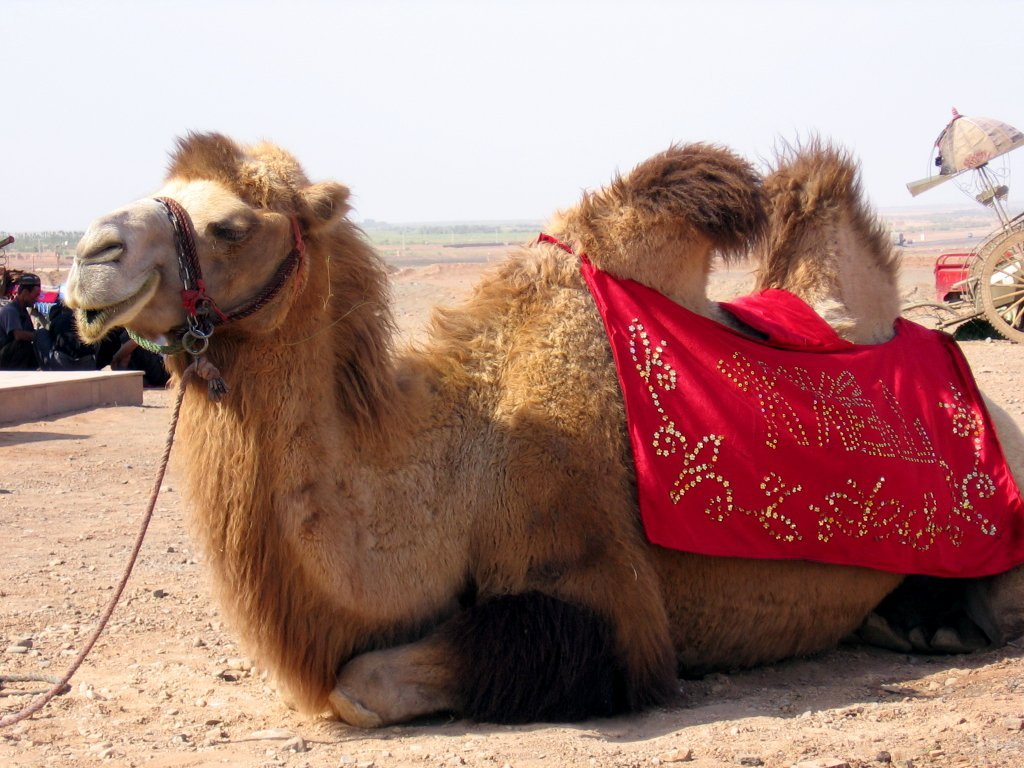
Közép-Ázsia haszonállata a kétpúpú teve.

#### Az első háziasítások körülbelüli időpontja és helye

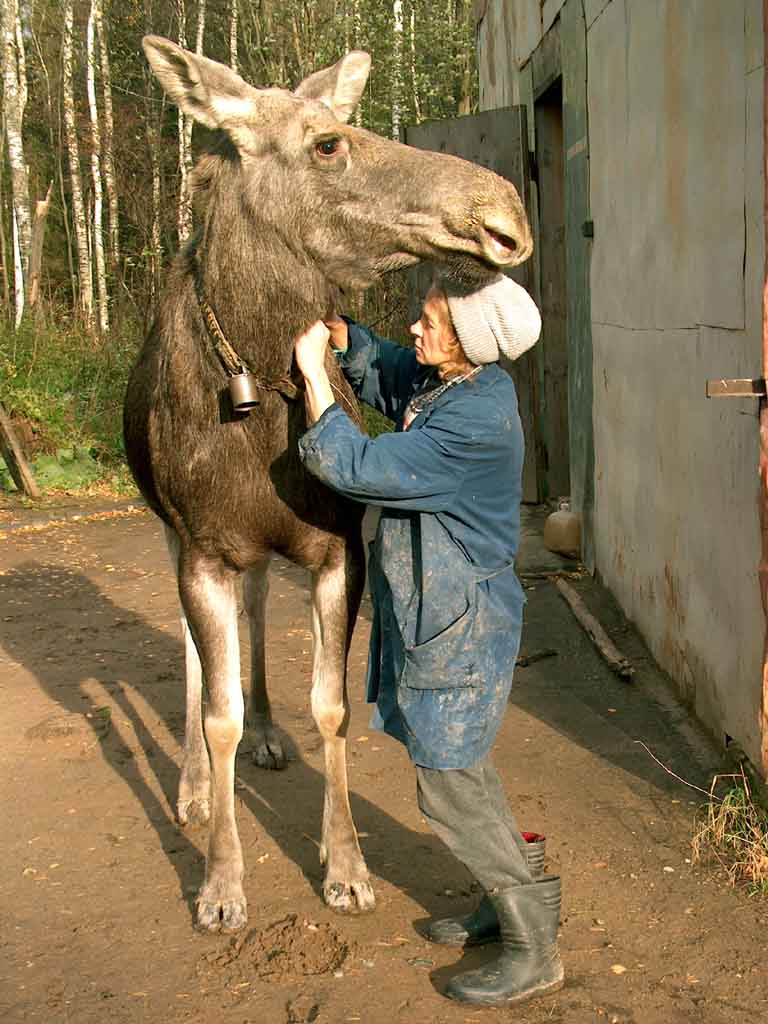
Jávorszarvas-tehén és fejőnő a szovjet domesztikációs kísérletben.

| Faj                      | Időpont                    | Hely                          |
| ------------------------ | -------------------------- | ----------------------------- |
| Kutya                    | i. e. 15000                | Több helyszín                 |
| Kecske                   | i. e. 10000                | Ázsia és Közel-Kelet          |
| Juh                      | i. e. 8000                 | Ázsia és Közel-Kelet          |
| Sertés                   | i. e. 8000                 | Kína                          |
| Szarvasmarha             | i. e. 8000                 | India, Közel-Kelet és Szahara |
| Zebu                     | i. e. 8000                 | India                         |
| Macska                   | i. e. 7000                 | Mediterrán-medence            |
| Házi tyúk                | i. e. 6000                 | India és Ázsia                |
| nagysándor papagáj       | i. e. 350                  | Makedónia                     |
| örvös papagáj            | i. sz. 100                 | Róma                          |
| venezuelai amazonpapagáj | i. e. 350                  | Maja civilizáció              |
| Tengerimalac             | i. e. 5000                 | Peru                          |
| Szamár                   | i. e. 5000                 | Egyiptom                      |
| Vízibivaly               | i. e. 4000                 | Kína                          |
| Ló                       | i. e. 4000                 | Ukrajna és Oroszország        |
| Házi méh                 | i. e. 4000                 | Több helyszín                 |
| Láma                     | i. e. 3500                 | Peru                          |
| Selyemhernyó             | i. e. 3000                 | Kína                          |
| Szirti galamb            | i. e. 3000                 | Egyiptom, Mediterrán-medence  |
| Ázsiai elefánt           | i. e. 2000                 | Indus völgye                  |
| Kétpúpú teve             | i. e. 2500                 | Közép-Ázsia                   |
| Egypúpú (arab) teve      | i. e. 2500                 | Arábia                        |
| Jak                      | i. e. 2500                 | Tibet                         |
| Lúd                      | i. e. 1500                 | Európa                        |
| Kínai hattyúlúd          | ?                          | Kína                          |
| Alpaka                   | i. e. 1500                 | Peru                          |
| Házi kacsa               | i. e. 1000                 | Kína                          |
| Pézsmaréce               | i. e. 1000                 | Dél-Amerika                   |
| Rénszarvas               | i. e. 1000                 | Szibéria                      |
| Dámszarvas               | i. e. 1000                 | Mediterrán-medence            |
| Gyöngytyúk               | i. e. 2400                 | Afrika                        |
| Ponty                    |                            | Kelet-Ázsia                   |
| Vadászgörény             | i. e. 1500 – i. e. 500     | Európa                        |
| Pulyka                   | i. e. 500                  | Mexikó                        |
| Páva                     | i. e. 500                  | India                         |
| Kacagó gerle             | i. e. 500                  | Észak-Afrika                  |
| Fehérbóbitás kakadu      | Tang-dinasztia (618-907)   | Kína                          |
| Aranyhal                 | Szung-dinasztia (960-1279) | Kína                          |
| Bütykös hattyú           | 1000-1500                  | Európa                        |
| Japán fürj               | 1100-1900                  | Japán                         |
| Üregi nyúl               | 1600                       | Európa                        |
| Rizspinty                | Ming dinasztia, 1368-1644  | Kína                          |
| Kanári                   | 1600                       | Kanári-szigetek, Európa       |

#### Modern háziasítás
| Faj                     | Időpont         | Hely                             |
| ----------------------- | --------------- | -------------------------------- |
| Vándorpatkány           | 1800-as évek    | Anglia                           |
| Vörös róka              | 1800-as évek    | Európa                           |
| Amerikai nyérc          | 1800-as évek    | Európa                           |
| Hullámos papagáj        | 1850-es évek    | Európa                           |
| Csincsilla              | 1870-es évektől | Chile, Amerikai Egyesült Államok |
| Amerikai bölény         | 1900-as évek    | Amerikai Egyesült Államok        |
| Zebrapinty              | 1900-as évek    | Ausztrália                       |
| Feketefejű törpepapagáj | 1920-as évek    | Közép-Afrika                     |
| Fischeri törpepapagáj   | 1920-as évek    | Tanzánia                         |
| Hörcsög                 | 1930 körül      | Amerikai Egyesült Államok        |
| Pézsmatulok             | 1960 körül      | Amerikai Egyesült Államok        |
| Királypiton             | 1960-as évek    | Afrika                           |
| Gímszarvas              | 1970 körül      | Új-Zéland                        |
| Jávorszarvas            | 1949-től        | Szovjetunió                      |
| Nemespapagáj            | 1980 körül      | Ausztrália                       |
| Maluku kakadu           | 1980 körül      | Maluku szigetek                  |
| Fehérhasú sün           | 1980-as évek    |                                  |

### A háziasítás folyamata

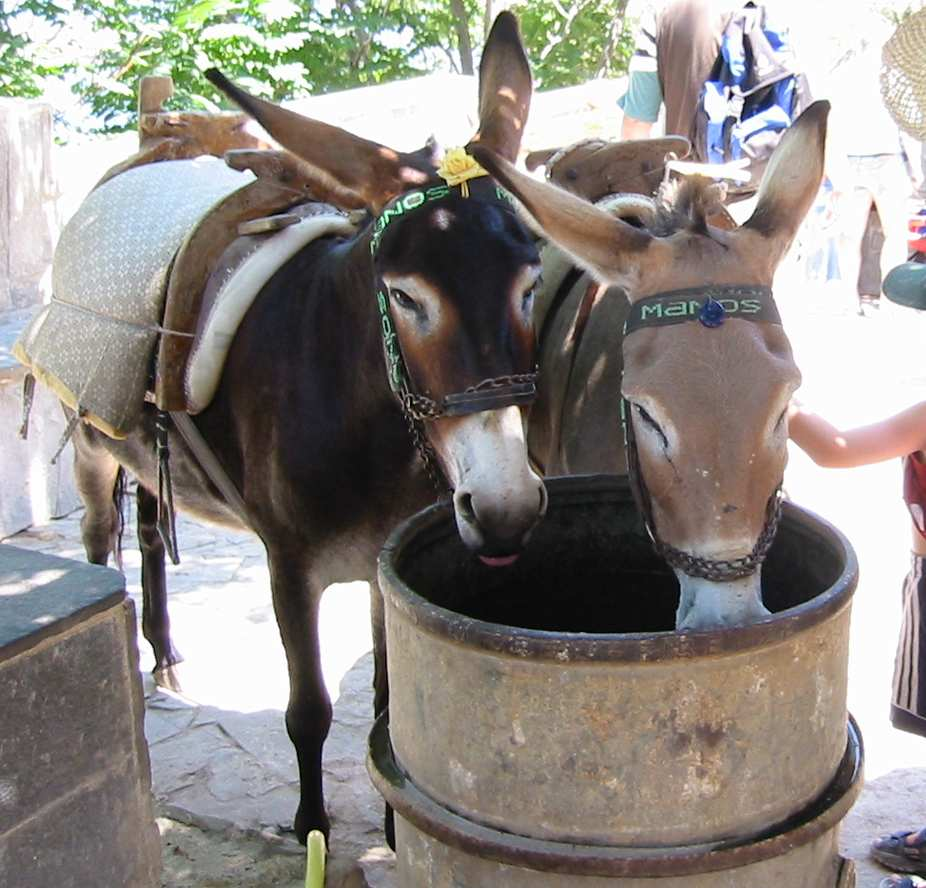
Öszvérek (ló/szamár hibrid)

Állatok korai háziasításának lehetséges módjai: (1) a vadállatok egy-egy csoportjának foglyul ejtése, körülzárása, elkerítése és/vagy (2)a fiatal állatok befogása és felnevelése lehetnek. Az utóbbi módszer ma is hatékony, bár megjegyzendő, hogy a vadállatok újszülötteinek felnevelése nem mindig jelent háziállatot. Ehhez a faji viselkedés megváltozása, a szelídülési hajlam, a szelídség tartós kialakulása és átörökítése is szükséges.
A természetes kiválasztódás kulcsszerepet játszhat a folyamatban. A kutatók erre a feltételezésre jutottak például a kutyák kialakulásával kapcsolatban is. Valószínű, hogy egyes farkasok kevésbé tartottak az embertől, és élelem után kutattak a szemétdombokon. A farkasok hasznot húztak az emberi hulladékból, az embereket pedig a farkasok társasága segíthette a vadászatban.
A háziasításban meghatározó jelentősége van a mesterséges szelekciónak. A szelekció alanyául szolgáló genetikai változatosságot főként a mutációk hozzák létre, de szerepet kaphat ebben a hibridizáció és a genetikai manipuláció is.

### A háziasítás feltételei

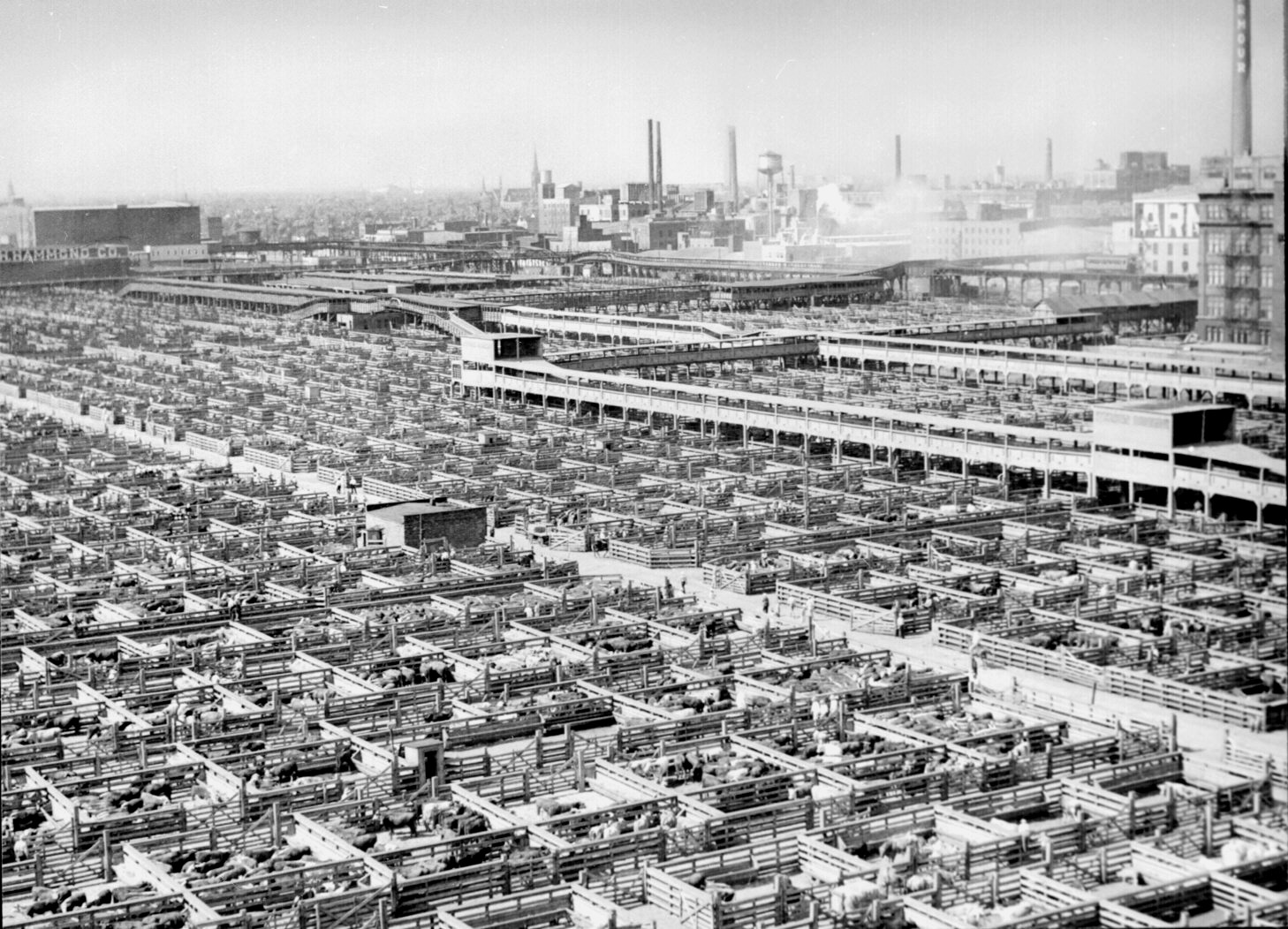
Chicagoi marhavágóhíd 1947-ben

Jared Diamond evolúcióbiológus szerint egy állatfajnak hat feltételnek kell megfelelnie ahhoz, hogy háziasításra alkalmas legyen:
1. Rugalmas étrend – sokféle táplálékot fogyasztani képes, generalista táplálkozás
2. Viszonylag gyors növekedési ütem
3. Fogságban való szaporodás képessége
4. Kevéssé agresszív természet – a fajtársaival és az emberrel szemben nem mutat veszélyes mértékű agresszivitást
5. Nyugodt vérmérséklet – az ideges természet és a pánikreakciók hiánya
6. Változtatható szociális szerkezet – A hierarchikus csoportokban élő állatok gyakran az embert tekintik falkavezérnek.

Ezeknek a feltételeknek megfelel a legtöbb gazdasági haszonszerzés céljára tartott faj háziasított populációja, a könnyen szocializálható díszmadarak, különösen a papagájfajok, illetve az eleinte gazdasági célból, majd manapság leginkább kedvtelésből tartott kutya és macska fajták egyedei. Egyes régóta tenyésztett állatfajtákra jellemző lehet, akár az emberrel való szembefordulás is, főként a "ridegen" tartott fajták esetében (lásd: házi méh, szürkemarha, bivaly), de ettől háziasításuk ténye megkérdőjelezhetetlen.

### A háziasítás fokozatai

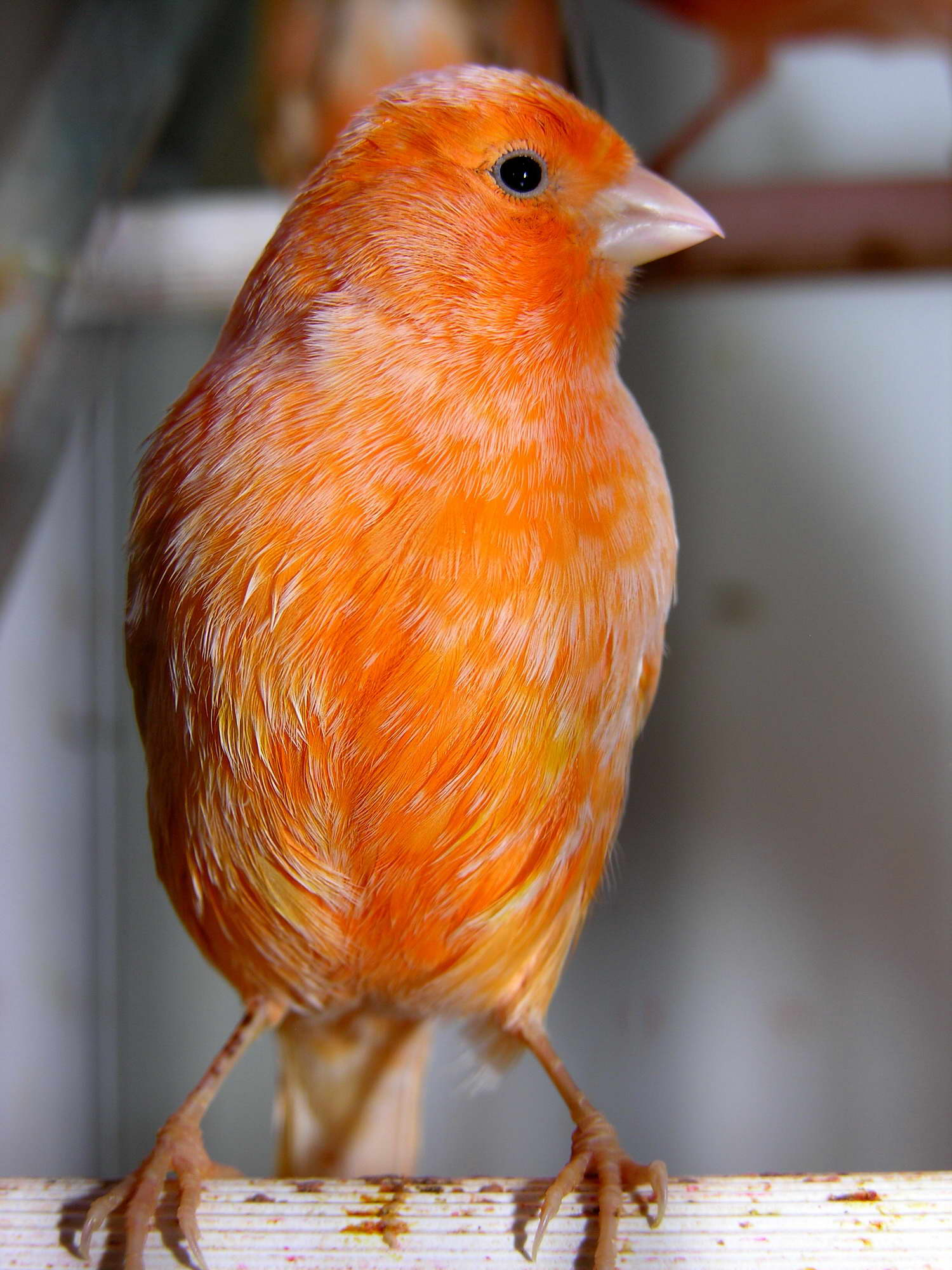
A kanári díszmadárként domesztikált változata

Egy faj vadon élő háziasított állományai közt gyakran nincsen élesen kirajzolódó határvonal, hiszen a vad és a domesztikált egyedek gyakran kereszteződnek. Egyes háziállatoknak elvadult állományai is kialakulhatnak, pl. városainkban elvadult házi galambok élnek. A vad és a domesztikált állapotok közti átmenet leírására az alábbi kategóriák szolgálnak.
- Vad: Ezek az állatok (eredetileg is) egész életüket vadon, az ember segítsége, gondozása nélkül, és rendszeres emberi behatásoktól mentesen élik le. A természetszerű környezet csökkenése miatt sokszor kultúrterületekre is kiszorulnak, emiatt konfliktusba kerülhetnek az emberrel. Sok helyen a vadgazdálkodás révén az emberi behatás megvan, de ez nem mindennapos, és nem befolyásolja a vad viselkedésformákat.
- Elvadult: Korábban domesztikált állatok elvadult (dedomesztikált) állományai. Ilyenek az amerikai prériken élő elvadult lovak, a musztángok, az Ausztráliába bevitt, és elvadult dromedárok. Feltételezhetően ilyen a dingó is, amely valószínűleg a házikutyából vadult vissza.
- Részleges háziasítottságról (fogságban vagy félig háziasítva): Ezeket a fajokat élelmezési célokból, ipari felhasználásra, kedvtelésből vadászati célra, esetleg díszállatként tartják, tenyésztik, de alapvetően sem megjelenésükben, sem viselkedésükben nem, vagy csak kevésbé térnek el a vad példányoktól. Rendszeres tenyésztésük során elindultak a háziasítás útján, ezért a félig háziasított (szemidomesztikált) jelzővel is illetik őket. Ilyen pl. a haszonállatként tenyésztett strucc és gímszarvas.
- Háziasított: Ezeket a fajokat az ember már hosszú generációk óta tenyészti és nemesíti, ezért viselkedésben és genetikai állományukat tekintve eltérnek, küllemben eltérhetnek vad őseiktől.

A háziasításon tehát-emberi közreműködéssel-a vadállatból háziállattá (gazdasági, kedvenc és hobbiállattá)válás folyamata értendő, mely szoros összefüggésben áll az ember társadalom és civilizációs kultúra fejlődésével. Az állatok részéről nemzedékeken átnyúló fokozatosság, folyamatos és dinamikus genetikai változások sorozata jellemzi, mely napjainkban is tart.

## Növények háziasítása

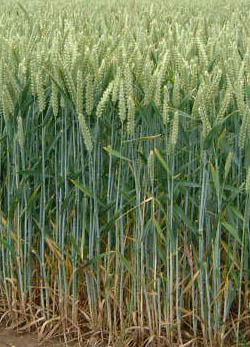
Egyik legfontosabb domesztikált növény a búza.

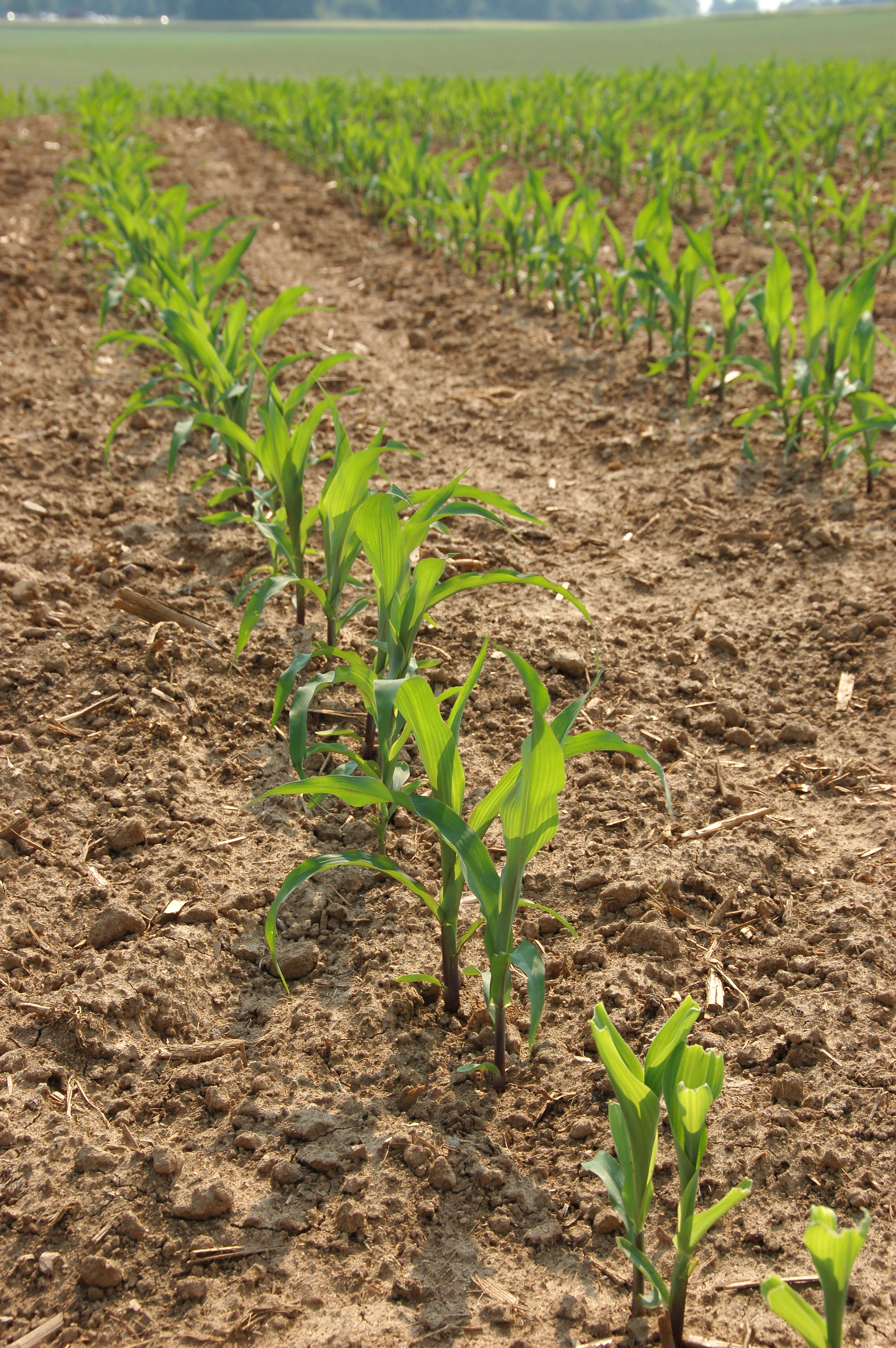
A kukorica elsősorban takarmánynövényként jelentős.

A korai ember első növényháziasítási kísérletei Ázsiában történtek. Szíriában találtak a kőkorszakból származó, mintegy tízezer éves bizonyítékokat a növények termesztésére és nemesítésére.
A lopótököt (Lagenaria siceraria) i. e. 10000-re az emberek már tárolóedényként használták, ami talán arra utal, hogy ezt a növényt akkorra már háziasították.
A gabonanövények első háziasítása i. e. 9000 körül történt meg a Közép-Kelet termékeny talaján. Az elsőként háziasított termények általában nagy szemű vagy nagy gyümölcsű egynyári növények voltak, mint például a hüvelyesek közül a borsó, vagy a gabonafélék közül a búza.
A Közép-Kelet különösen megfelelő volt ezeknek a fajtáknak: a száraz nyári időjárás elősegítette a nagy termésű egynyári növények kifejlődését, és a különböző tengerszint feletti magasságban található termőterületek a fajok sok különböző változatának létrejöttéhez vezettek. A háziasításnak köszönhetően az emberek a vadászó-gyűjtögető életformáról áttértek a letelepült földművelő társadalomra. Ez vezetett néhány évezred múlva az első városok kialakulásához és a civilizáció felemelkedéséhez.
Később kezdődött az évelő növények és kis fák háziasítása: például az alma- és olajfa. Néhány növényt csak nemrégiben háziasítottak, ilyen a makadám- és pekándió.
Amerikában a tök, a kukorica és a bab vált a táplálkozás alapjává. Kelet-Ázsiában a köles, a rizs és a szója volt a legfontosabb alapanyag. Néhány más területen, mint például Dél-Afrikában, Ausztráliában, Kalifornia területén és Dél-Amerika déli részén egyes helyi fajokat háziasítottak.
Egy évezred után sok háziasított faj már egyáltalán nem hasonlított természetes ősére. A mai kukoricacső például számtalanszor nagyobb, mint vad őséé volt, hasonló a különbség az erdei szamóca és a kerti eper között is.

### A háziasítás folyamata
A búza háziasítása jó példa arra, hogy a természetes kiválasztódás és a mutáció kulcsszerepet játszhat a folyamatban. A vad búza kalásza lepotyog a földre, amikor a magok megérnek, mintegy újravetve magukat, ellentétben a nemesített búzával, amelynél a kalász mindvégig a száron marad. E változás egy véletlen mutáció eredménye, mely a búza termesztésének korai időszakában történt meg. Az ilyen búza jobban megfelelt a földművelőknek, és mivel ezt könnyebb betakarítani, így ez lett a következő évi vetőmag.

## A háziasítás korlátai
A mezőgazdaság fejlődése és mai teljesítménye alig néhány növény- és állatfaj domesztikációján alapul. Az emberiség állati táplálék ellátásának túlnyomó többségét mindössze három faj, a sertés, a szarvasmarha, és a házi tyúk biztosítja.